# Hamad bin Isa Al Chalifa

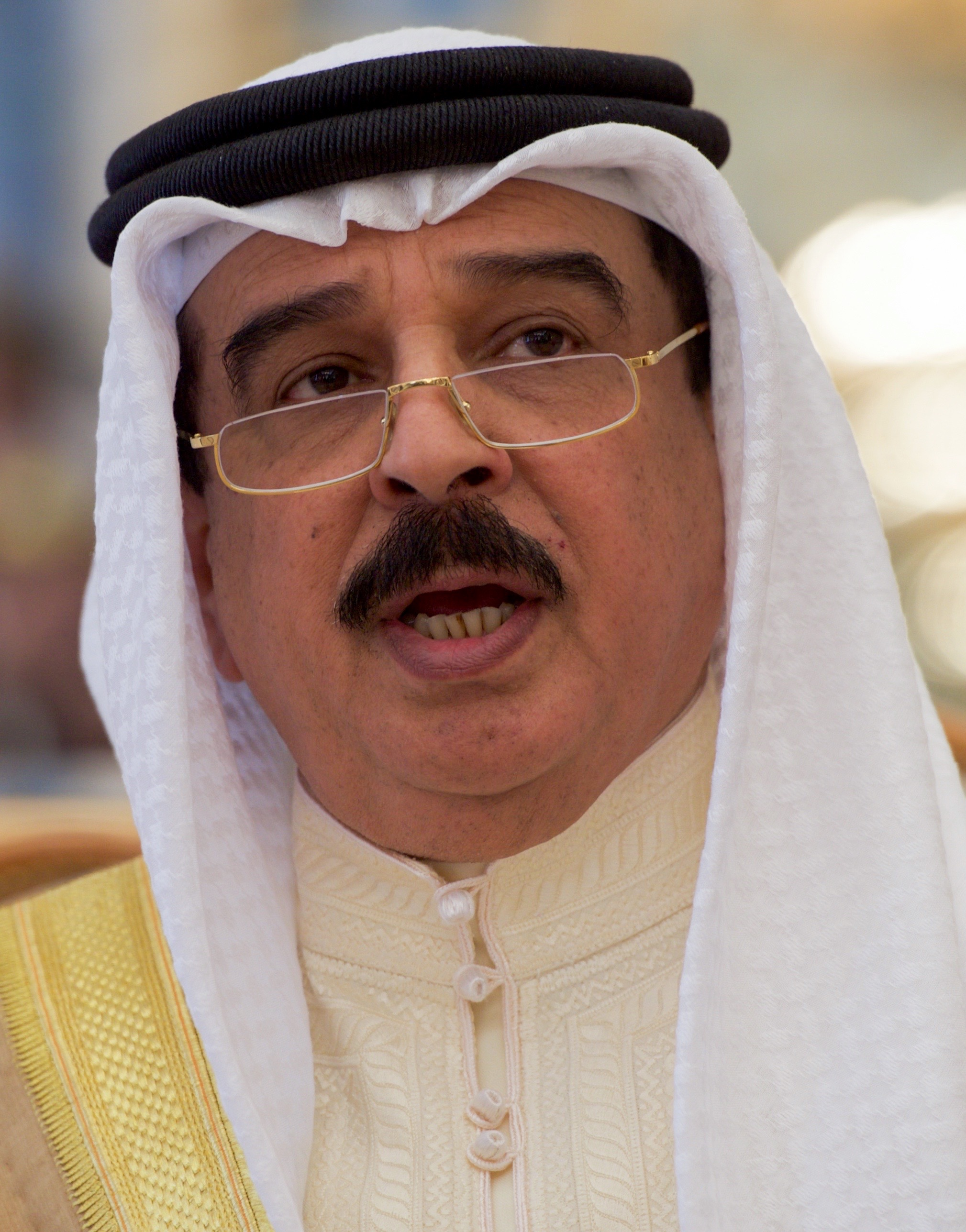
Hamad bin Isa Al Chalifa

Scheich Hamad bin Isa Al Chalifa (arabisch حمد بن عيسى آل خليفة, DMG Ḥamad bin ʿĪsā Āl Ḫalīfa; * 28. Januar 1950 in Riffa) ist der erste König von Bahrain. Hamad war seit 1999 Emir des seit 1783 von seiner Familie beherrschten Staates. Am 14. Februar 2002 erklärte er sich zum König.

## Leben
Er ist der Sohn von Emir Isa bin Salman Al Chalifa und dessen Frau Hussa bint Salman Al Chalifa. Er gehört zur Familie Al Chalifa, der Herrscherfamilie Bahrains. Er besuchte zunächst Privatschulen in Großbritannien und später Militärschulen im Vereinigten Königreich und den Vereinigten Staaten.
2002 bezog Hamad bin Isa Al Chalifa klar Stellung für ein militärisches Vorgehen der Vereinigten Staaten gegen den Irak. Gleichzeitig forderte er vom Irak eine bedingungslose Umsetzung der UN-Resolutionen.
Hamad war zur Hochzeit von William Mountbatten-Windsor und Catherine Middleton im April 2011 eingeladen. Da jedoch Menschenrechtsaktivisten wegen der blutigen Niederschlagung der Demonstrationen in Bahrain Proteste angekündigt hatten, lehnte er die Einladung kurzfristig ab. Seine Anwesenheit auf der Feier zum 60. Thronjubiläum von Königin Elisabeth II. im Mai 2012 stieß auf massive Kritik von Menschenrechtlern.

## Persönliches
Hamad hat vier Ehefrauen und insgesamt zwölf Kinder, sieben Söhne und fünf Töchter.
- Hochzeit mit seiner ersten Frau (und Cousine) Sabika bint Ibrahim Al Chalifa am 9. Oktober 1968 in Riffa, Bahrain. Sie haben drei Söhne und eine Tochter: 
  - Kronprinz Salman bin Hamad bin Isa Al Chalifa (* 21. Oktober 1969)
  - Scheich Abdullah bin Hamad bin Isa Al Chalifa (* 30. Juni 1975)
  - Scheich Chalifa bin Hamad Al Chalifa (* 4. Juni 1977)
  - Scheichin Najla bint Hamad Al Chalifa (* 20. Mai 1981)
- Mit seiner zweiten Frau, der Kuwaiterin Sheia bint Hassan Al Khrayyesh Al Ajmi hat Hamad zwei Söhne:
  - Scheich Nasser bin Hamad Al Chalifa (* 8. Mai 1987)
  - Scheich Chalid bin Hamad Al Chalifa (* 23. September 1989)
- Mit seiner dritten Frau, einer Tochter von Scheich Faisal bin Muhammad bin Shuraim Al Marri, hat er zwei Töchter und einen, bei einem Autounfall gestorbenen, Sohn:
  - Scheichin Munira bint Hamad Al Chalifa (* 23. September 1990)
  - Scheich Faisal bin Hamad bin Isa Al Chalifa (* 12. Februar 1991, † 12. Januar 2006)
  - Scheichin Noura bint Hamad Al Chalifa (* 6. November 1993)
- Mit seiner vierten Frau, einer Tochter von Jabor Al Naimi, hat er einen Sohn und zwei Töchter:
  - Scheich Sultan bin Hamad Al Chalifa
  - Scheichin Hessa bint Hamad Al Chalifa
  - Scheichin Rima bint Hamad Al Chalifa (* 2002)

Hamad ist wie das gesamte Herrscherhaus von Bahrain sunnitischer Moslem.

## Ehrungen
1997 verlieh ihm die United States Sports Academy in Daphne die Ehrendoktorwürde.

## Panama Papers
Hamads Tochter Najla und sein Sohn Salman tauchen in den Swiss Leaks auf. Seine Söhne Nasser und Khalid haben laut den Panama Papers eine Briefkastenfirma auf den Britischen Jungferninseln.